# Natalija Borissowna Ananjewa

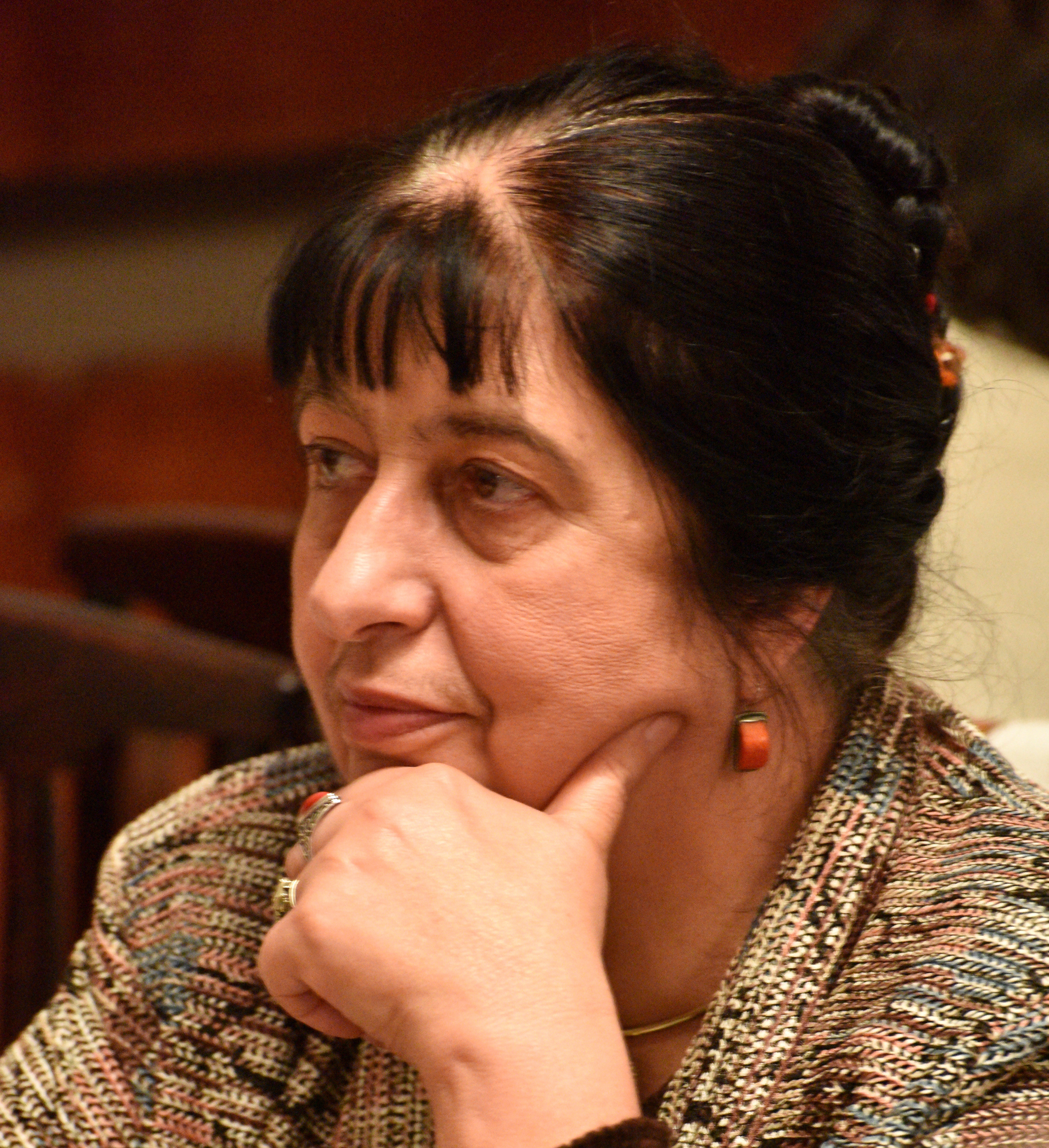
Natalija Borissowna Ananjewa (2014)

Natalija Borissowna Ananjewa (russisch Наталия Борисовна Ананьева, wiss. Transliteration Natalija Borisovna Anan'eva, en. Natalia Borisovna Ananjeva. * 5. Januar 1946 in Leningrad) ist eine russische Zoologin und Herpetologin. Ihr Forschungsinteresse gilt der Systematik, Phylogenie und Biogeographie der Amphibien und Reptilien Eurasiens sowie der Erhaltung der Biodiversität.

## Leben
Ananjewa ist die Tochter des Psychologieprofessors Boris Gerassimowitsch Ananjew. Nach ihrem Abschluss an der Leningrader Universität schrieb sie sich 1968 für das Postgraduiertenprogramm am Zoologischen Institut der Akademie der Wissenschaften der UdSSR ein. Im Jahr 1971 wurde sie als Nachwuchswissenschaftlerin in das Labor für Ornithologie und Herpetologie aufgenommen. 1973 legte sie ihre Diplomarbeit zur Erlangung des Kandidaten der Wissenschaften zum Thema Ökologische und morphologische Analyse von fünf Arten sympatrischer Wüsteneidechsen der Gattung Eremias vor.
1993 promovierte sie mit der Dissertation zum Thema Phylogenie der Agamen und Evolution der paläarktischen Agamen zum Doktor der biologischen Wissenschaften.
Seit 1996 leitet Ananjewa das Labor für Ornithologie und Herpetologie, das von 1997 bis 2000 ein gemeinsames Labor für terrestrische Wirbeltiere war.
Von 2006 bis 2017 war sie stellvertretende Direktorin für Forschung am Zoologischen Institut der Russischen Akademie der Wissenschaften, wo sie für die wichtigsten Aufgaben, die wissenschaftlichen Pläne und Berichte, Personalfragen und Publikationsaktivitäten des Instituts verantwortlich war.
Ananjewa zählt zu den weltweit führenden Expertinnen für die Morphologie, Ökologie und Systematik der Reptilien. Einer ihrer Forschungsschwerpunkte ist das Studium der taxonomischen Morphologie und Phylogenie der paläarktischen und orientalischen Agamen. Sie hat etwa 350 Schriften veröffentlicht. Darunter sind Fachartikel in führenden wissenschaftlichen Zeitschriften, Beiträge in internationalen Fachzeitschriften, Tagungsberichte von internationalen Konferenzen und neun Monographien. 2017 zeichnete das Präsidium der Russischen Akademie der Wissenschaften, Ananjewa mit dem E.-N.-Pavlovsky-Preis für eine Reihe von Arbeiten zur Systematik, Phylogenie und Biogeographie der eurasischen Reptilien aus.
2008 erhielt sie den Titel einer Professorin im Fachbereich Zoologie. In den Jahren 2004 bis 2008 war sie Leiterin der staatlichen Prüfungskommission im Fachbereich Biologie an der Staatlichen Universität St. Petersburg.
Ananjewa ist Mitglied des Akademischen Rates des Zoologischen Instituts der Russischen Akademie der Wissenschaften und des Akademischen Fachrates für Dissertationen am Zoologischen Institut der Russischen Akademie der Wissenschaften, Mitglied des föderalen Expertenregisters für wissenschaftliche und technische Bildung und Wissenschaft der Russischen Föderation. Außerdem ist sie Supervisorin für eine Reihe von Projekten, die vom Russischen Fonds für Grundlagenforschung gefördert werden.
Ananjewa leitet seit dem Jahr 2000 die Arbeitsgruppe für Amphibien und Reptilien Nordeurasiens der IUCN und ist als Expertin der Species Survival Commission der IUCN tätig. Sie beteiligt sich an gemeinsamen Forschungsprogrammen mit Wissenschaftlern aus China, Vietnam, Taiwan, Iran, Spanien, Deutschland, Frankreich und den USA. Unter ihrer Leitung wurden mehr als 10 internationale herpetologische Konferenzen und Kongresse organisiert. Von 2001 bis 2009 war sie Präsidentin der Societas Europaea Herpetologica (SEH). Von 2006 bis 2012 war sie Präsidentin der Herpetologischen Gesellschaft A. M. Nikolski. Ferner ist sie Ehrenmitglied der American Society of Ichthyologists and Herpetologists (ASIH).
Ananjewa ist mit dem Herpetologen Nikolai Ljuzianowitsch Orlow verheiratet.

## Dedikationsnamen
Nach Ananjewa sind die Arten Kurixalus ananjevae, Phrynocephalus ananjevae, Ptyodactylus ananjevae und Acanthosaura nataliae benannt.

## Erstbeschreibungen von Natalija Borissowna Ananjewa
Ananjewa ist an zahlreichen Erstbeschreibungen beteiligt gewesen, darunter:
- Acanthosaura brachypoda
- Acanthosaura prasina
- Calamaria concolor
- Colubroelaps nguyenvansangi
- Cophotis dumbara
- Cyrtodactylus caovansungi
- Cyrtodactylus chauquangensis
- Cyrtopodion belaense
- Cyrtopodion golubevi
- Cyrtopodion persepolense
- Diploderma menghaiense
- Diploderma ngoclinense
- Phrynocephalus ahvazicus
- Phrynocephalus sakoi
- Pseudocalotes ziegleri
- Pseudocophotis kontumensis
- Pseudotrapelus aqabensis
- Pseudotrapelus chlodnickii
- Pseudotrapelus jensvindumi
- Scincella darevskii
- Teratoscincus mesriensis